# Lista de campeãs do carnaval de Paranaguá
Esta é uma lista de escolas de samba campeãs do Carnaval de Paranaguá.

## Especial
| Ano  | Campeã                              | Vice-campeã                         | Ref.   |       |
| ---- | ----------------------------------- | ----------------------------------- | ------ | ----- |
| 1997 | Unidos da Ponta do Caju             |                                     | [ 2 ]  |       |
| 1998 | Unidos da Ponta do Caju             |                                     | [ 2 ]  |       |
| 1999 | Unidos da Ponta do Caju             |                                     | [ 2 ]  |       |
| 2000 | Mocidade Unida do Jardim Santa Rosa |                                     | [ 3 ]  |       |
| 2001 | Unidos da Ponta do Caju             |                                     | [ 2 ]  |       |
| 2001 | Mocidade Unida do Jardim Santa Rosa | [ 3 ]                               |        |       |
| 2002 | União da Ilha dos Valadares         |                                     | [ 4 ]  |       |
| 2003 | Unidos da Ponta do Caju             | União da Ilha                       |        | [ 2 ] |
| 2004 | União da Ilha dos Valadares         | Mocidade Unida do Jardim Santa Rosa | [ 4 ]  |       |
| 2005 | São Vicente                         | União da Ilha dos Valadares         |        |       |
| 2006 | Mocidade Unida do Jardim Santa Rosa | Leão da Estradinha                  | [ 5 ]  |       |
| 2006 | São Vicente                         | Leão da Estradinha                  | [ 5 ]  |       |
| 2007 | São Vicente                         | União da Ilha                       |        |       |
| 2008 | São Vicente                         | Mocidade Unida do Jardim Santa Rosa |        |       |
| 2009 | São Vicente                         | Filhos da Gaviões                   | [ 6 ]  |       |
| 2010 | São Vicente                         | Filhos da Gaviões                   | [ 7 ]  |       |
| 2011 | São Vicente                         | Mocidade Unida do Jardim Santa Rosa | [ 8 ]  |       |
| 2012 | União da Ilha dos Valadares         | Mocidade Unida do Jardim Santa Rosa | [ 9 ]  |       |
| 2013 | Filhos da Gaviões                   | União da Ilha dos Valadares         | [ 10 ] |       |
| 2014 | União da Ilha dos Valadares         | Filhos da Gaviões                   | [ 11 ] |       |
| 2015 | União da Ilha dos Valadares         | Acadêmicos do Litoral               | [ 12 ] |       |
| 2018 | União da ilha dos Valadares         | Acadêmicos do Litoral               |        |       |
| 2019 | União da ilha dos Valadares         | Unidos da Ponta do Caju             |        |       |

## Acesso
| Ano  | Campeã                              | Vice-campeã           | Ref.   |
| ---- | ----------------------------------- | --------------------- | ------ |
| 2008 | Filhos da Gaviões                   | Acadêmicos do Litoral |        |
| 2009 | Acadêmicos do Litoral               | Vila Alboit           | [ 6 ]  |
| 2010 | União da Ilha Valadares             | Leão da Estradinha    | [ 7 ]  |
| 2011 | Leão da Estradinha                  | Acadêmicos do Litoral | [ 8 ]  |
| 2012 | Unidos da Ponta do Caju             | Vila Alboit           | [ 9 ]  |
| 2013 | Leão da Estradinha                  | Acadêmicos do Litoral | [ 10 ] |
| 2014 | Mocidade Unida do Jardim Santa Rosa |                       | [ 11 ] |